# Tàu điện Sài Gòn (1881–1957)
Tàu điện Sài Gòn (tiếng Pháp: tramway de Saïgon) là hệ thống tàu điện cũ tại Thành phố Hồ Chí Minh. Đây là hệ thống tàu điện đầu tiên tại Việt Nam được Pháp xây dựng vào năm 1880 với nhiều vật liệu và đầu máy được vận chuyển từ Pháp sang, khánh thành năm 1881 với tuyến đầu tiên bắt đầu từ bến Bạch Đằng và kết thúc ở Chợ Lớn. Hệ thống tàu điện Sài Gòn bị ngưng hoạt động vào năm 1953 và bị dỡ bỏ vào năm 1957.
Hệ thống bao gồm 5 tuyến tàu điện mặt đất dài khoảng 72 km.

## Lịch sử
Ngày 27 tháng 12 năm 1881, tuyến xe lửa Sài Gòn - Chợ Lớn (đường trên) được chính thức đi vào hoạt động do công ty Société générale des tramways de vapeur de Cochinchine (SGTVC) đầu tư xây dựng.
Mười năm sau, năm 1890, Công ty đường sắt Đông Dương (Tiếng Pháp: Compagnie Francaise de Tramways de l’Indochine; viết tắt là CFTI) ra đời. Công ty này đầu tư đường xe điện Sài Gòn - Chợ Lớn ở đường Dưới (nay là đại lộ Võ Văn Kiệt) mà nguời dân thường gọi là “đường xe lửa mé sông”, chạy từ đường Nguyễn Huệ dọc rạch Bến Nghé xuống Bình Tây.
Từ năm 1892 đến 1913, CFTI đã mở nhiều tuyến xe điện Sài Gòn - Hóc Môn (Tuyến đường sắt này dự định kéo dài lên Tây Ninh với cái tên "Đường Sắt Sài Gòn - Tây Ninh" nhưng vì không đủ chi phí nên chỉ xây tới Hóc Môn) đi qua Đa Kao, Tân Định, Bà Chiểu; tuyến Sài Gòn - Phú Nhuận và tuyến Gò Vấp - Lái Thiêu, sau đó kéo dài lên tận Thủ Dầu Một và một đoạn lên tận Lộc Ninh để phục vụ việc chuyên chở cao su, thường được gọi là “tuyến đường cao su”.
Tuy nhiên vào những thập niên cuối thế kỷ 19, thành phố vẫn chưa có hệ thống điện công cộng mạnh để phục vụ cho xe điện nên các xe này chỉ chạy bằng đầu máy hơi nước.
Năm 1896, nhà máy điện đầu tiên đã ra đời ở nơi mà nay là Công ty Điện lực Bến Thành, nằm phía sau Nhà hát Thành phố. Song nhà máy điện này cũng chưa đủ sức để điện khí hóa các xe điện. Phải đến đầu thế kỷ 20, khi xây dựng xong Nhà máy điện Chợ Quán thì quá trình “điện hóa” các tuyến hoàn thành.
Khoảng năm 1953, hệ thống xe điện Sài Gòn ngưng hoạt động vì sự tranh chấp giữa chính quyền và nhóm Bình Xuyên của Bảy Viễn.
Năm 1955 thì chính quyền Việt Nam cộng hòa chấm dứt các hợp đồng xe điện Sài Gòn với CFTI. 
Đến năm 1957 thì các tuyến tàu điện đã bị dỡ bỏ.
Tuy nhiên, vẫn còn đoạn đường ray chạy ở giữa đường đại lộ Hàm Nghi kết nối với ga Sài Gòn cũ được dùng để làm tuyến đường sắt chuyên dùng ra cảng Sài Gòn để nhận bo bo do Liên Xô trợ cấp . Năm 1990 thì bị tháo dỡ hoàn toàn khi di dời ga Sài Gòn về ga Hòa Hưng  .

## Mạng lưới

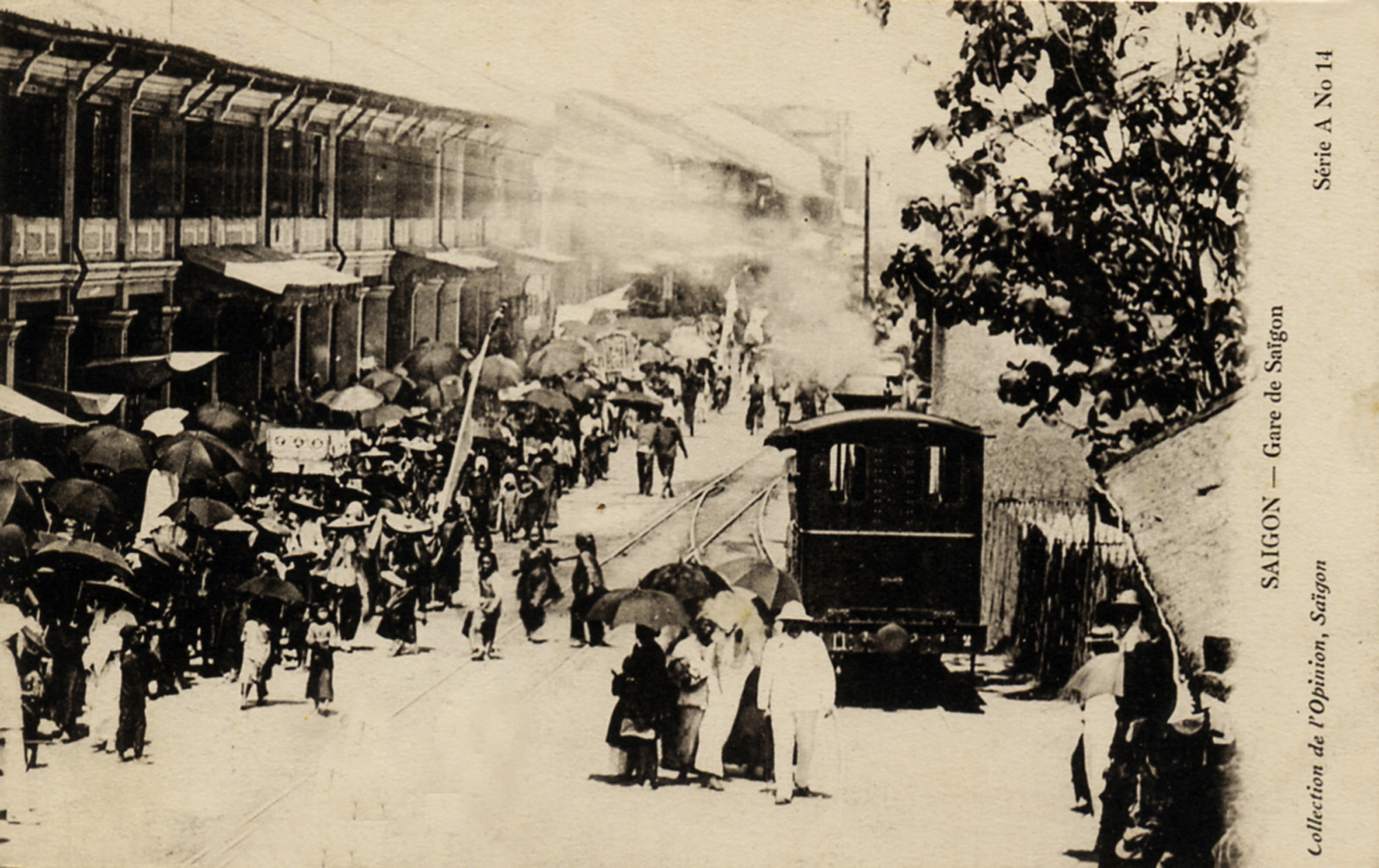
Xe điện Sài Gòn vào những năm 1890.

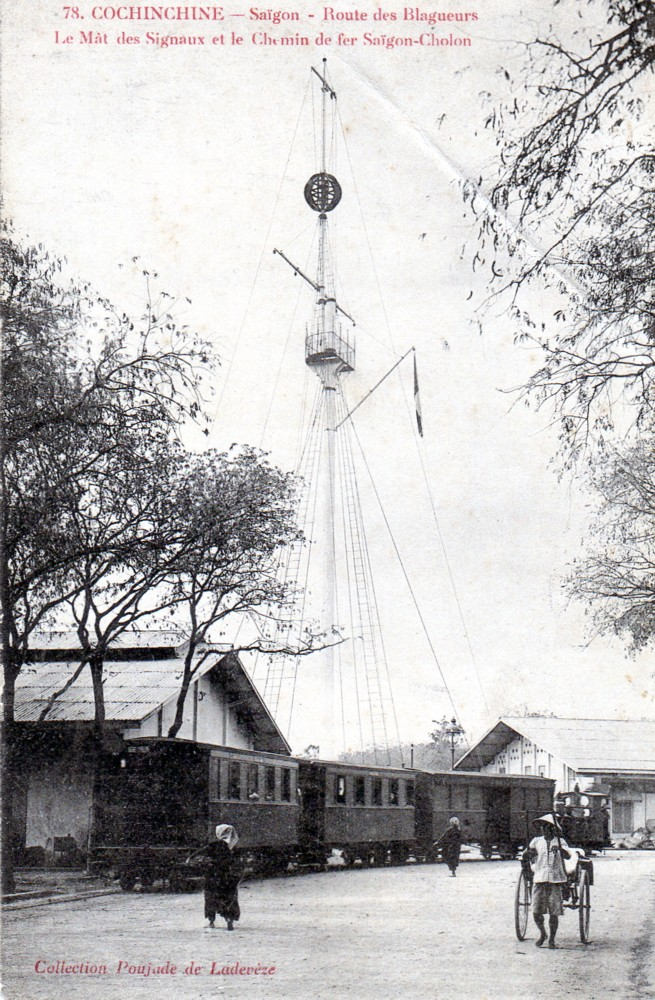
Trạm tàu tại Cột cờ Thủ Ngữ của tuyến Sài Gòn - Chợ Lớn (đường trên) năm 1905

| Số tuyến | Tên tuyến                      | Trạm tàu (vị trí hiện tại) | Trạm tàu (vị trí hiện tại)  | Hướng tuyến (tương ứng với đường hiện tại)                                                          | Mở cửa | Dỡ bỏ | Chiều dài (km) |
| -------- | ------------------------------ | -------------------------- | --------------------------- | --------------------------------------------------------------------------------------------------- | ------ | ----- | -------------- |
| Tuyến 1  | Sài Gòn - Chợ Lớn (đường trên) | Saigon (Quận 1)            | Rodier (Quận 5)             | Bến Bạch Đằng – Hàm Nghi – Trần Hưng Đạo – Châu Văn Liêm – Hải Thượng Lãn Ông                       | 1881   | 1954  | 13             |
| Tuyến 2  | Sài Gòn - Chợ Lớn (đường dưới) | Cuniac (Quận 1)            | Chợ Bình Tây (Quận 6)       | Bến Thành – Phó Đức Chính – Võ Văn Kiệt – Gia Phú – Cao Văn Lầu – Phạm Đình Hổ – Chợ Bình Tây       | 1890   | 1957  | 14             |
| Tuyến 3  | Sài Gòn - Hóc Môn              | Cuniac (Quận 1)            | Trung Chánh (Hóc Môn)       | Bến Thành – Lê Lợi – Hai Bà Trưng – Đa Kao – Bà Chiểu – Gò Vấp – Hạnh Thông Tây – Chợ Cầu – Hóc Môn | 1892   | 1957  | 22             |
| Tuyến 4  | Sài Gòn - Phú Nhuận            | Cuniac (Quận 1)            | Chợ Xã Tài (Quận Phú Nhuận) | Bến Thành – Lê Lợi – Hai Bà Trưng – Cầu Kiệu – Chợ Phú Nhuận                                        | 1892   | 1957  | 4              |
| Tuyến 5  | Gò Vấp - Lái Thiêu             | Gò Vấp (Quận Gò Vấp)       | Thủ Dầu Một (Bình Dương)    | Gò Vấp – Thanh Xuân – Lái Thiêu – Búng – Thủ Dầu Một                                                | 1913   | 1957  | 19             |

## Tàu điện
Xe điện hình dáng thon gọn hơn, màu sơn đẹp hơn. Trên đầu xe có cái cần câu điện bằng thép cao khoảng 2 mét hình chữ U lật ngược, kéo theo 2-3 toa. Mỗi toa rộng hơn 2 m, cao gần 3 m, dài 7 m và cả đoàn tàu dài chừng 30 m. Mỗi toa có hai băng ghế dài sát vách toa xe, còn lại là khoảng trống hành khách có thể đứng, để đồ đạc,...
Xe chạy rất chậm, có thể chạy theo nhảy lên, mỗi khi xe sắp ghé trạm hoặc rời ga thì có tiếng chuông leng keng.

## Vé tàu
Để bảo đảm việc kinh doanh, tránh đi lậu vé, CFTI đã in một loại vé xe điện riêng cho mỗi một ga. Vé bằng bìa cứng, dài 6cm, ngang 3cm, màu xanh đậm, mỗi ga có logo riêng in trên một bảng trắng bằng kim loại tráng men.
- Vé đi hạng nhất: 1 hào[3]
- Vé đi hạng nhì: 6 chiêm tây (0,6 hào)[3]

## Đơn vị vận hành
Tàu điện Sài Gòn thời Pháp thuộc được xây dựng và vận hành khai thác bởi những công ty:
- 1881 – 1923: Tổng hội tàu điện hơi Nam Kỳ (Tiếng Pháp: Société générale des tramways de vapeur de Cochinchine)

- 1923 – 1955: Công ty đường sắt Đông Dương (Tiếng Pháp: Compagnie Francaise de Tramways de l’Indochine)

## Dự án tàu điện thuộc hệ thống đường sắt đô thị TPHCM
Dự án tàu điện thành phố Hồ Chí Minh - Tramway 1  T1 . Dài 12,8 km đi qua 23 điểm dừng bao gồm 6 nhà ga và 17 trạm tàu, bắt đầu từ ga Ba Son đi theo đường Tôn Đức Thắng đến cầu Khánh Hội thì quẹo phải và nhập vào đại lộ Võ Văn Kiệt đến nhà máy rượu Bình Tây thì rẽ sang đường Lý Chiêu Hoàng (quận 6) và kết thúc ở bến xe Miền Tây.